# Priocharax
Priocharax es un género de peces perteneciente a la familia Characidae.

## Especies
- Priocharax ariel (Weitzman & Vari 1987).
- Priocharax pygmaeus (Weitzman & Vari 1987).